# غييرمو فلوريس أبيندانيو
الكولونيل غييرمو فلوريس أبيندانيو (17 يونيو 1894 - 1 يوليو 1982). كان رئيس غواتيمالا من 27 أكتوبر 1957 حتى 2 مارس 1958، عندما تم تعيينه وزيرا للدفاع في حكومة ميغيل إيديغورس .